# フランソワ・ブッフィエ

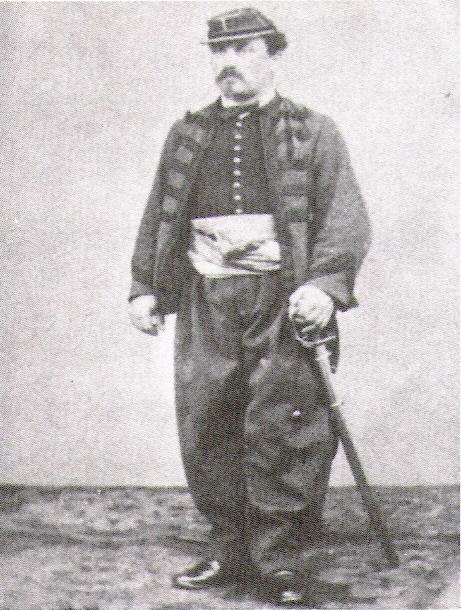
フランソワ・ブッフィエ 函館にて。

フランソワ・ブッフィエ（François Bouffier　1844年 - 1881年）は、19世紀のフランス軍第8歩兵大隊の歩兵。

## 略歴
慶応3年（1867年）、彼はジュール・ブリュネに同伴し、軍事顧問団として日本にやって来た。軍事顧問団は幕府伝習隊を調練した。慶応4年（1868年）に戊辰戦争が勃発すると、軍事顧問団の隊長シャノワーヌは勅命によって日本から立ち去った。しかし、ブッフィエはフランス軍の職を辞し、幕府側で戦い続けることを選んだ。彼は箱館戦争に参戦し、「蝦夷共和国」軍の四列士満（レジマン、フランス語で連隊を意味する "régiment" をそのまま当て字にした）のうちの一隊の隊長を務めた。
明治2年4月9日（1868年5月20日）、新政府軍は北海道に上陸、5月11日（6月20日）五稜郭に立て籠もる箱館政権軍に対し、明治新政府軍の総攻撃が開始され、五稜郭は陥落、5月18日（6月27日）総裁・榎本武揚らは新政府軍に投降した。フランス人らは、榎本の勧めに従い、総攻撃前の5月1日（6月10日）に箱館港に停泊中のフランス船に逃れた。
その後、ブッフィエは、共に函館で戦ったアルテュール・フォルタン、ジャン・マルランと共に、明治3年（1869年）、当時大阪にあった兵部省に雇われた。さらにその後、東京に移った兵学寮に雇われた。ブッフィエは日本女性と結婚し、2人の息子をもうけた。ブッフィエは1881年に死亡、横浜外国人墓地に埋葬された。また、彼の2人の息子も同所に埋葬されている。
なお、息子のオーギュスト・ルイ・ブッフィエはフランスには一度も行ったことが無かったが、フランス国籍であったため、第一次世界大戦が始まるとフランス軍に召集され、ヨーロッパへ出征している。